# آبي كوين
آبي كوين (من مواليد 1995 أو 1996) ممثلة أمريكية. اشتهرت معروفة بدورها في فيلم الرعب طرق في الكوخ لعام 2023 الذي أخرجه إم. نايت شيامالان.

## روابط خارجية
- آبي كوين على موقع IMDb (الإنجليزية)
- آبي كوين على موقع ميتاكريتيك (الإنجليزية)
- آبي كوين على موقع روتن توميتوز (الإنجليزية)
- آبي كوين على موقع قاعدة بيانات الأفلام العربية
- آبي كوين على موقع ألو سيني (الفرنسية)
- آبي كوين على موقع تيرنر كلاسيك موفيز (الإنجليزية)
- آبي كوين على موقع أول موفي (الإنجليزية)
- آبي كوين على موقع قاعدة بيانات الأفلام السويدية (السويدية)
- آبي كوين على موقع قاعدة بيانات الفيلم (الإنجليزية)
- آبي كوين على موقع كينوبويسك (الروسية)